# Euxoa bledi
Euxoa bledi är en fjärilsart som beskrevs av Pierre Chrétien 1911. Euxoa bledi ingår i släktet Euxoa och familjen nattflyn. Inga underarter finns listade i Catalogue of Life.